# Driver (película de 2018)
Driver es una película estadounidense de drama, misterio y crimen de 2018, dirigida por Jack Skyyler y Alex Zinzopoulos, que también se encargaron de la fotografía, escrita por Gini Graham Scott, musicalizada por Daniel Gallardo y James H. Spring, los protagonistas son Rick Lundgren, Stephen Medvidick y Lorenzo Lamas, entre otros. El filme fue realizado por Dear Skyyler Productions, Changemakers Productions y Deadline; se estrenó el 20 de noviembre de 2018.

## Sinopsis
El largometraje está ambientado en la ciudad de Las Vegas. Un detective desobediente quiere atrapar a un chofer y homicida serial con un trastorno de personalidad múltiple.